# Cephea coerulea
Cephea coerulea is een schijfkwal uit de familie Cepheidae. De kwal komt uit het geslacht Cephea. Cephea coerulea werd in 1902 voor het eerst wetenschappelijk beschreven door Vanhöffen. 